# 伊薩貝拉 (波多黎各)

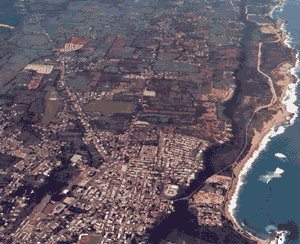

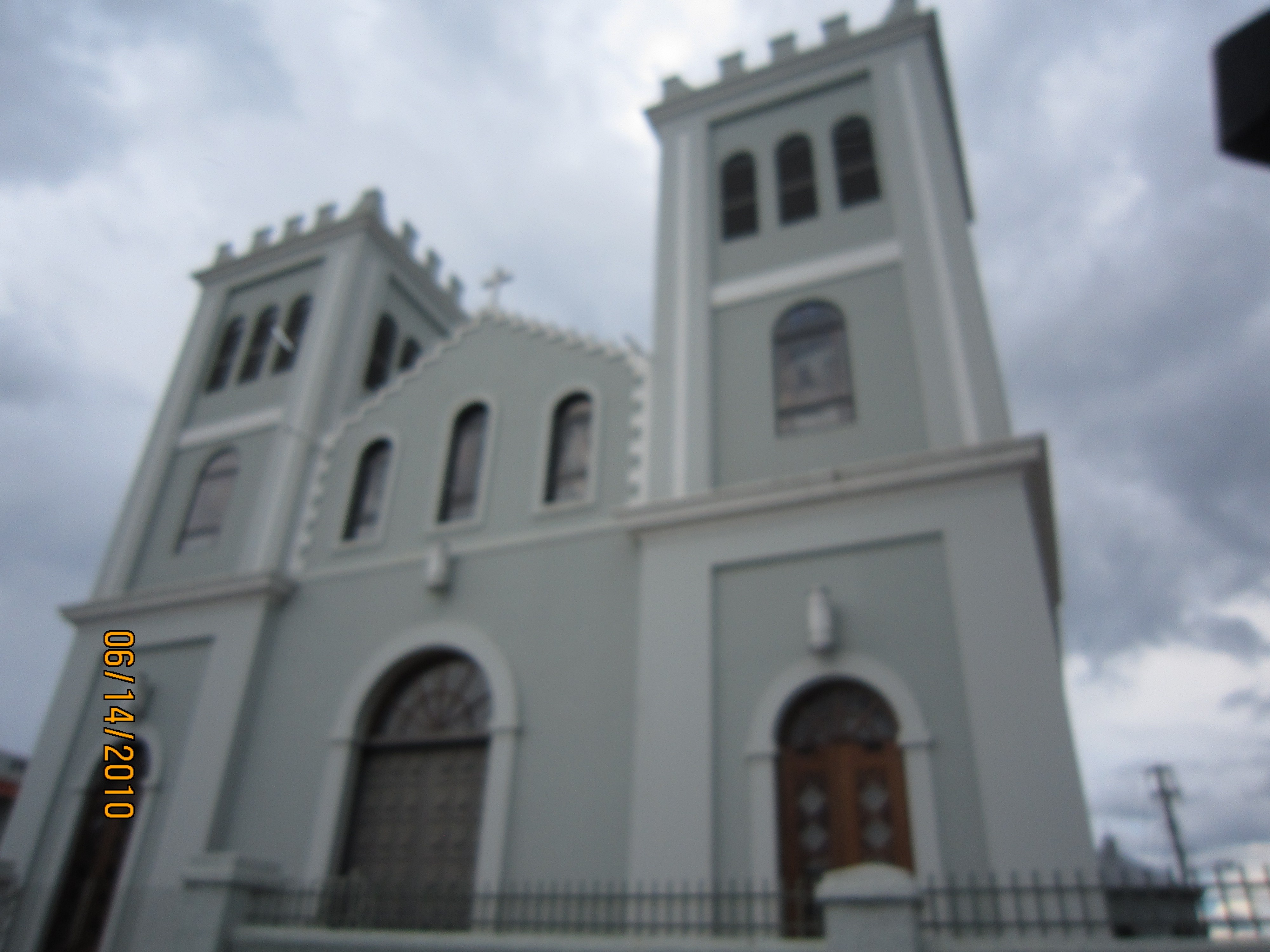

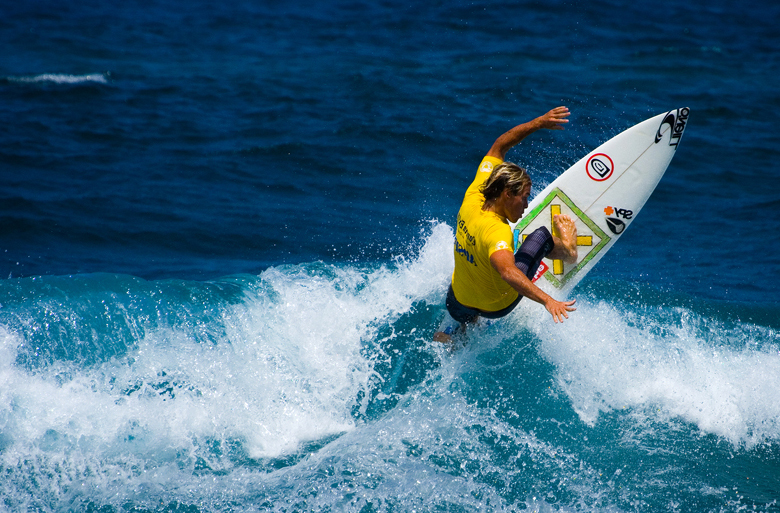

伊薩貝拉（西班牙語：Isabela）是波多黎各的城鎮，位於該島西北部，始建於1819年，面積238平方公里，主要經濟活動有農業、漁業和旅遊業，2010年人口45,631，人口密度每平方公里190人。

## 外部連結
- Isabela and its barrios, United States Census Bureau
- Isabela Municipality （页面存档备份，存于）
- Periódico de Isabela
- The northwest of Puerto Rico （页面存档备份，存于）
- http://www.fosters.com/apps/pbcs.dll/article?AID=/20080810/GJSPORTS_01/458473631&SearchID=73326862930835 （页面存档备份，存于）